# جورج غاردنر (لاعب هوكي الجليد)
جورج غاردنر (بالإنجليزية: George Gardner)‏ هو لاعب هوكي الجليد أمريكي، ولد في 8 أكتوبر 1942 في لا شين في كندا، وتوفي في 6 نوفمبر 2006.

## وصلات خارجية
- جورج غاردنر على موقع دوري الهوكي الوطني (الإنجليزية)
- جورج غاردنر على موقع EliteProspects.com (الإنجليزية)
- جورج غاردنر على موقع Hockey-Reference.com (الإنجليزية)